# إلهام أبو غزالة
إلهام أبو غزالة (2 ديسمبر 1939 - 18 سبتمبر 2021) هي كاتبةٌ وأكاديميةٌ فلسطينية. كانت عضوًا مؤسسًا في عددٍ من المؤسسات، كما وضعت عددًا من المؤلفات.

## حياتها
وُلدت إلهام نايف أبو غزالة في مدينة يافا بتاريخ 2 ديسمبر (كانون الأول) 1939 ميلاديًا، وكانت عائلتها قد غادرت يافا على إِثر نكبة 1948. حصلت إلهام على درجة البكالوريوس في اللغة الإنجليزية وآدابها من جامعة القاهرة عام 1964. عَملت في الفترة ما بين 1964 حتى 1976 في مدرسة بنات رام الله الثانوية ومدرسة العائشية في نابلس. حصلت في عام 1977 على درجة الماجستير في اللغويات التطبيقية من جامعة شمال ويلز في بريطانيا. عملت أيضًا أستاذًا وباحثًا في دائرة اللغة الإنجليزية وآدابها في جامعة بيرزيت في الفترة ما بين 1970 حتى 1977، وأيضًا في عام 1983.
حصلت على درجة الدكتوراة في علم لغة النص/تحليل الخطاب من جامعة فلوريدا في الولايات المتحدة عام 1983، حيث عملت بعد عودتها رئيسًا لدائرة اللغة الإنجليزية وآدابها في جامعة بيرزيت، وكان ذلك بين عامي 1984 و1985، وأيضًا عملت في الكلية الإبراهيمية في القدس منذ عام 1984 حتى 1991. كانت أيضًا رئيسًا للجنة برنامج علم اللغات في جامعة بيرزيت بين عامي 1983 و1990، وعضوًا في دائرة اللغة الإنجليزية وآدابها في كلية الناصرة لروشستر [الإنجليزية] في نيويورك ما بين 1990-1991.
إلهام عضوٌ مؤسسٌ لبرنامج دراسات المرأة في جامعة بيرزيت عام 1990، وعضو مؤسس لعددٍ من المؤسسات مثل معهد دراسات المرأة في واشنطن عام 1989، ولجنة تأسيس برنامج تحليل الخطاب في جامعة بيرزيت (بالتعاون مع جامعة أمستردام) عام 1993-1994، وهي أيضًا عضو استشارة في اللجنة الوطنية للمسرح الفلسطيني منذ عام 1995 حتى وفاتها. كانت إلهام عضوًا مؤسسًا لمسرح الزيتونة في نابلس عام 1976، ومن مؤسسي رابطة الطلبة العرب في فلوريدا عام 1979.

## مؤلفاتها
صدر لها عددٌ من المؤلفات، ومنها:
- «أنا أنت والثورة - شعر المرأة في العالم الثالث»، 1990.
- «الوعي الناقد» (ترجمة)، 1990.
- «مدخل إلى علم لغة النص»، 1992.
- «نساء من صمت»، 1997.[2]
- «لوزة تغني للشجر»، 1998.
- «نساء رياديات: الدكتورة هالة عطالله»، 1998.
- «الإبداع-اللغة-المرأة-الألقاب في خطاب الرواية الفلسطينية المعاصرة»، 1998.
- «العنقاء أبدًا: الخروج من يافا بدءًا»، 2009.
- «رفرفات العنقاء- سيرة فلسطينية»، 2012.[5]

## وفاتها
تُوفيت في مدينة الكويت بتاريخ 18 سبتمبر (أيلول) 2021 ميلاديًا الموافق 11 صفر 1443 هجريًا، عن عمرٍ ناهز 81 عامًا. نعاها الاتحاد العام للكتاب والأدباء الفلسطينيين، حيث قال في بيانه «تفقد اليوم الحركة الثقافية والأكاديمية شخصية بارزة ومؤثرة، كان لها احترامها ومكانتها وبصماتها المشهودة في الحياة الأدبية، أستاذة اللغويات في جامعة بيرزيت إلهام أبو غزالة، مؤلفة كتاب (رفرفات العنقاء) التي سردت فيه سيرتها ومسيرتها في مواجهة الفكر الصهيوني في الولايات المتحدة، التي درست في إحدى جامعاتها، ومن ثم ابتعثت للتدريس في جامعات نيويورك وكانت خير من دافع عن شعبها وقضيته العدالة».